# Karen Nørgaard
Karen Nørgaard Østerballe (født 20. Januar 1987 i Viborg) er en dansk håndboldspiller som spiller venstre fløj for Viborg HK.
Hun er lillesøster til den danske landsholdsfløj Ann Grete Nørgaard.